# Лиманский район (Одесская область)
Лиманский район (укр. Лиманський район, до 2016 г. — Коминтерновский район) — ликвидированная административная единица на востоке Одесской области Украины. Административный центр — посёлок городского типа Доброслав.
Район ликвидирован 17 июля 2020 года в рамках административно-территориальной реформы на Украине. Территория района вошла в состав вновь созданного Одесского района.

## География
На территории района расположен ряд лиманов — Тилигульский, Григорьевский (Аджалыкский), Большой Аджалыкский, Куяльницкий. Район граничит с Чёрным морем. На территории района располагается часть Тилигульского регионального ландшафтного парка.
Около села Курисово расположен общезоологический заказник «Петровский».

## Население
Численность населения района — 71 835 человек, из них городского населения — 14 054 человека, сельского — 57 781 человек.

## Административное устройство
Количество советов:
- поселковых — 3
- сельских — 20

Количество населённых пунктов:
- поселков городского типа — 3
- сёл — 60
- поселков — 3

## Транспорт
Связь района с другими областями Украины, а также ближнего и дальнего зарубежья осуществляется с помощью железной дороги Одесса-Колосовка и автодорог Одесса-Вознесенск и Одесса-Мелитополь-Новоазовск. От станции Черноморская отходит жд ветка на порт Южный (станция Береговая).

## Достопримечательности
- Ландшафтные заказники «Каировский» и «Новониколаевский»
- Ботанический заказник «Калиновский»
- Тилигульская пересыпь
- Общезоологический заказник «Петровский»
- Коса Стрелка

## Галерея

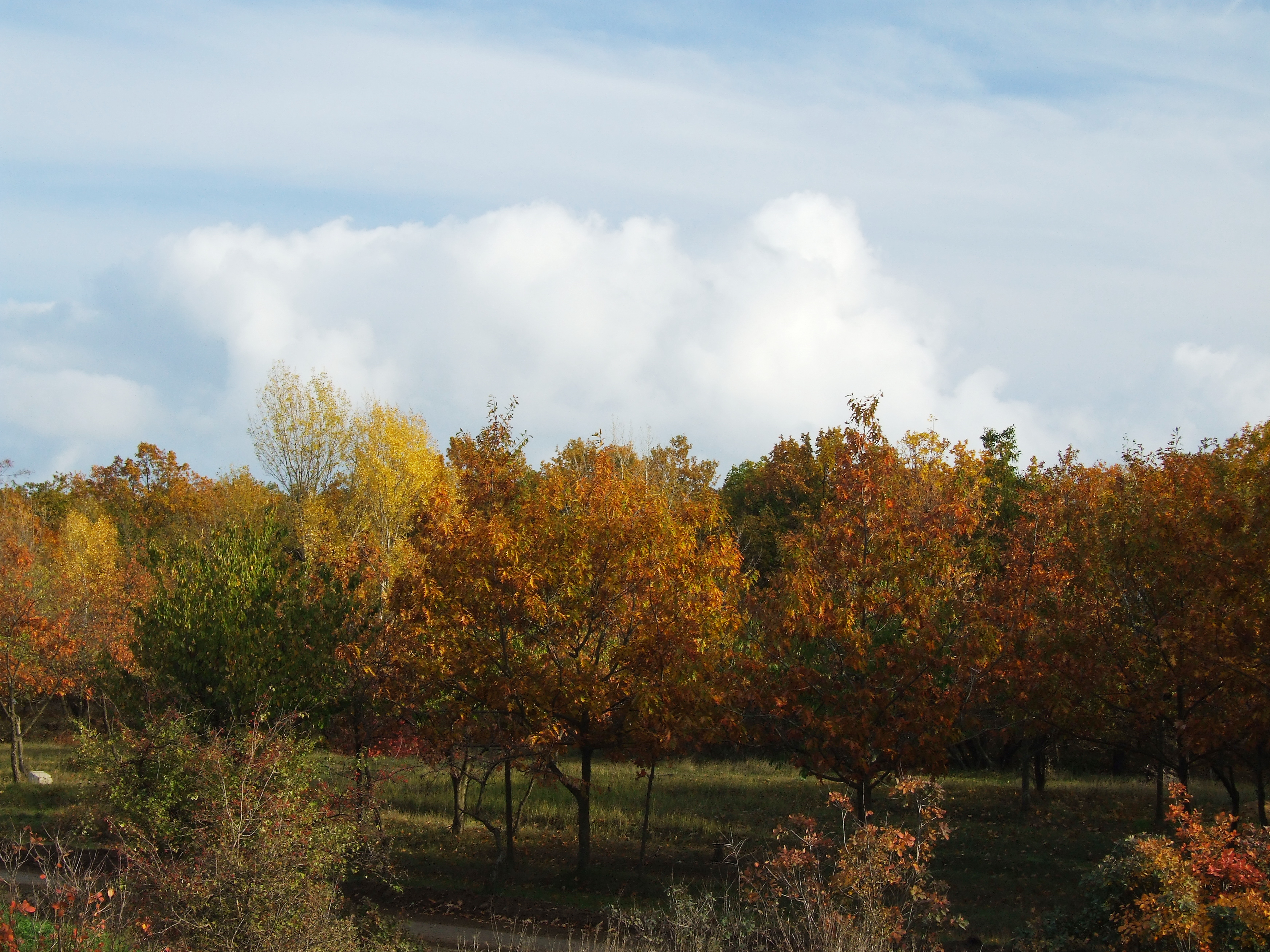
Лески – небольшой лес между селом Фонтанка и посёлком Лески, Лиманский район.
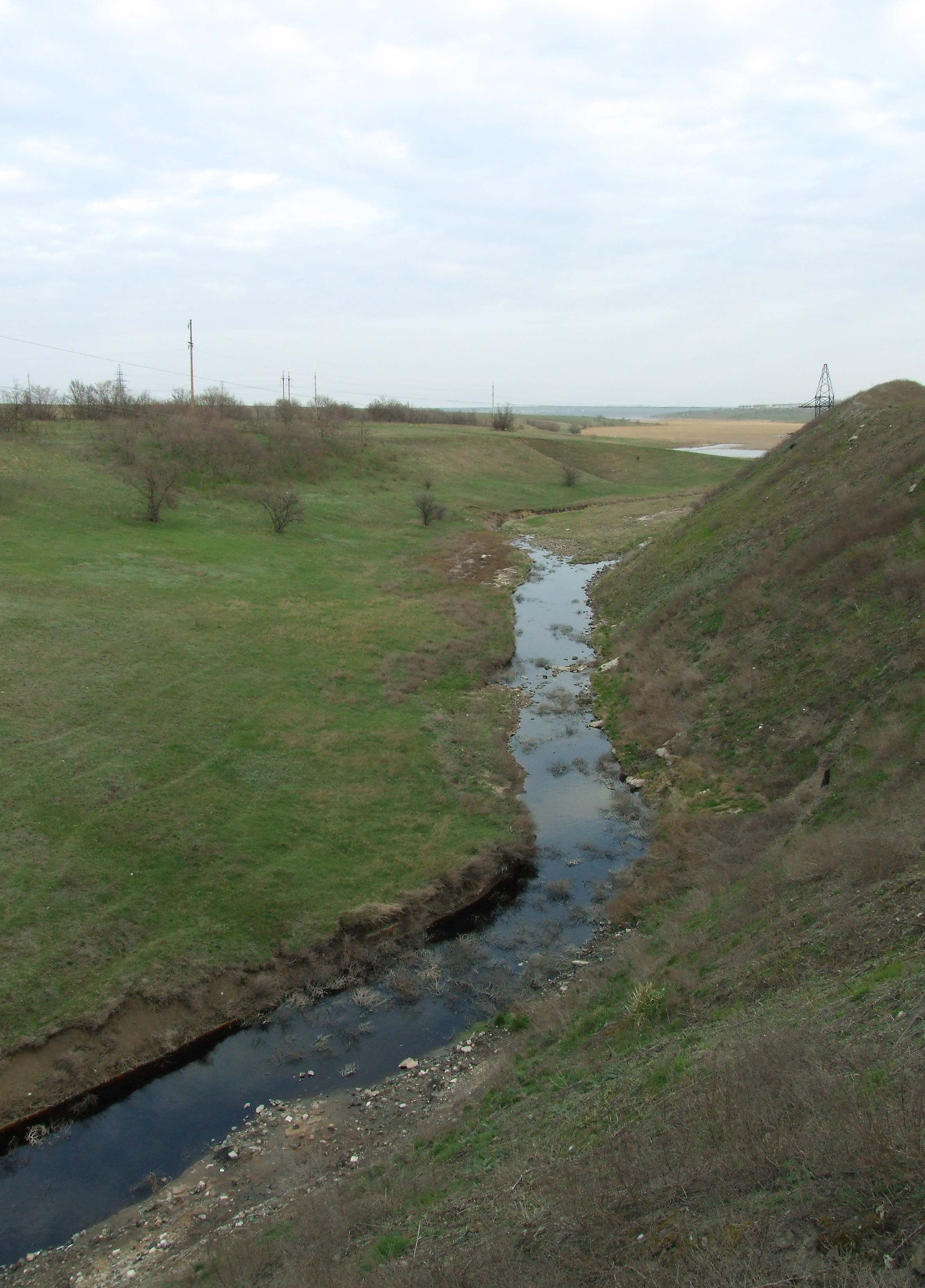
Ручей возле села Александровка, Лиманский район.
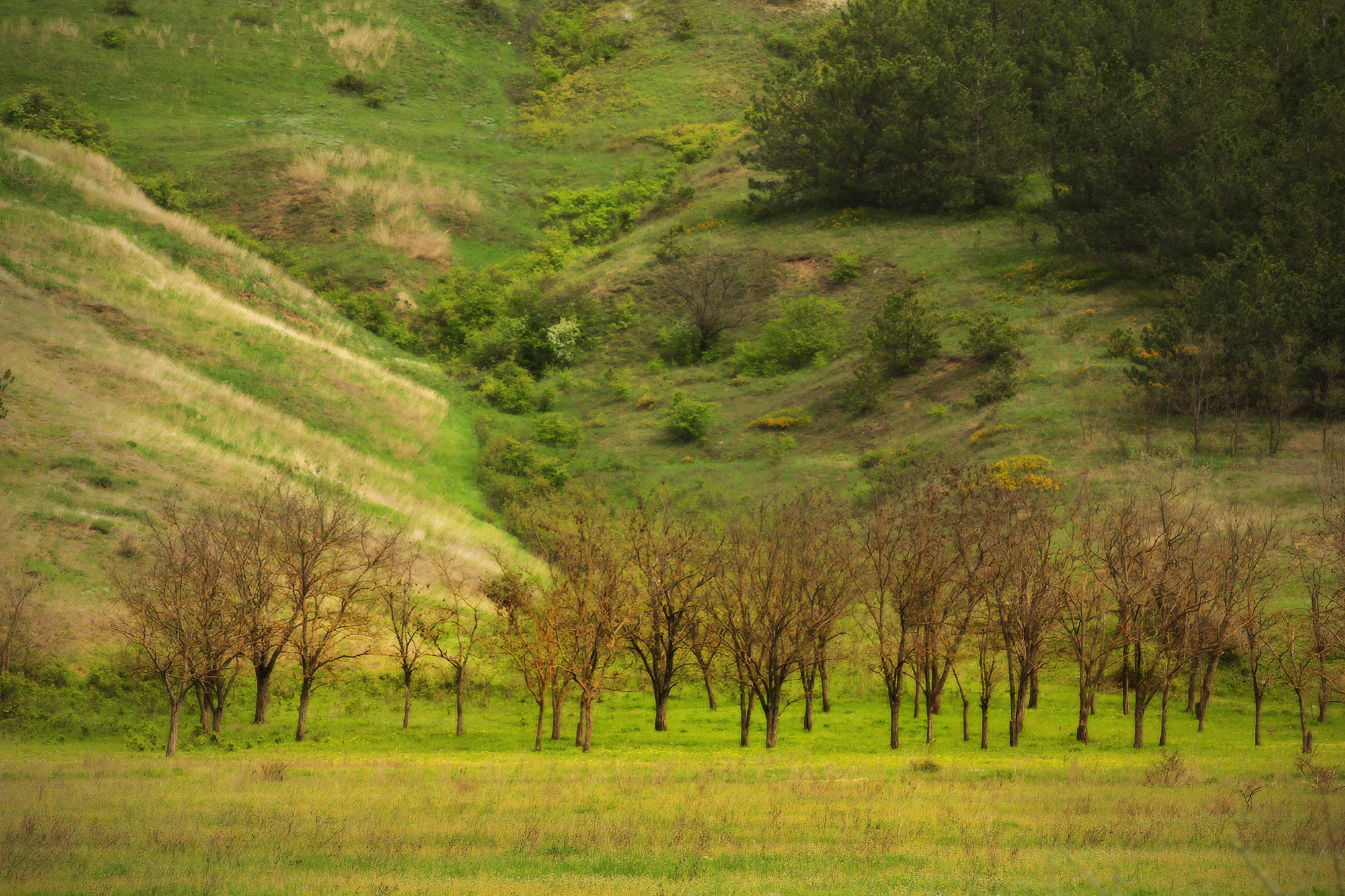
«Новониколаевский» ландшафтный заказник.
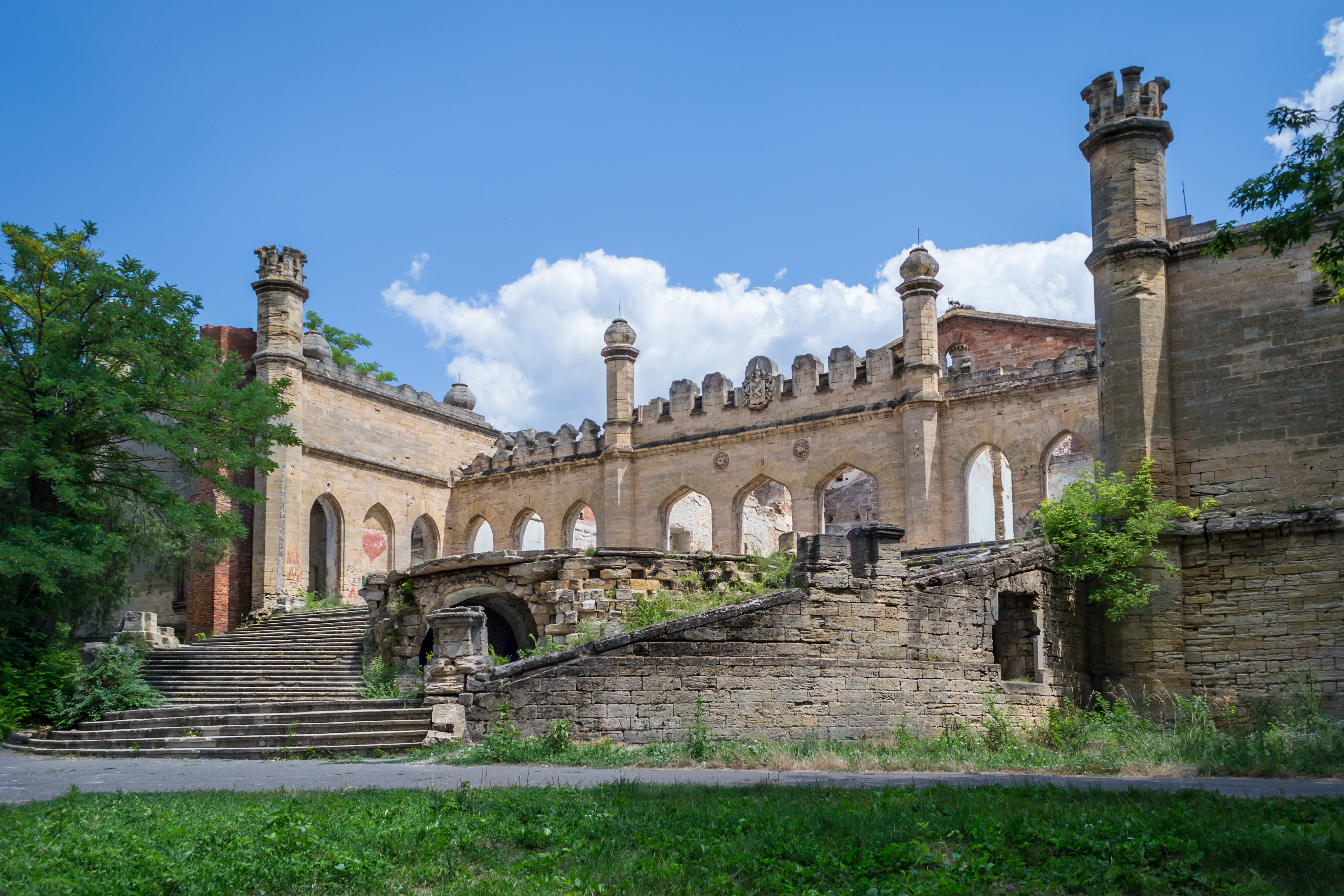
Усадьба Курисов возле села Курисово.
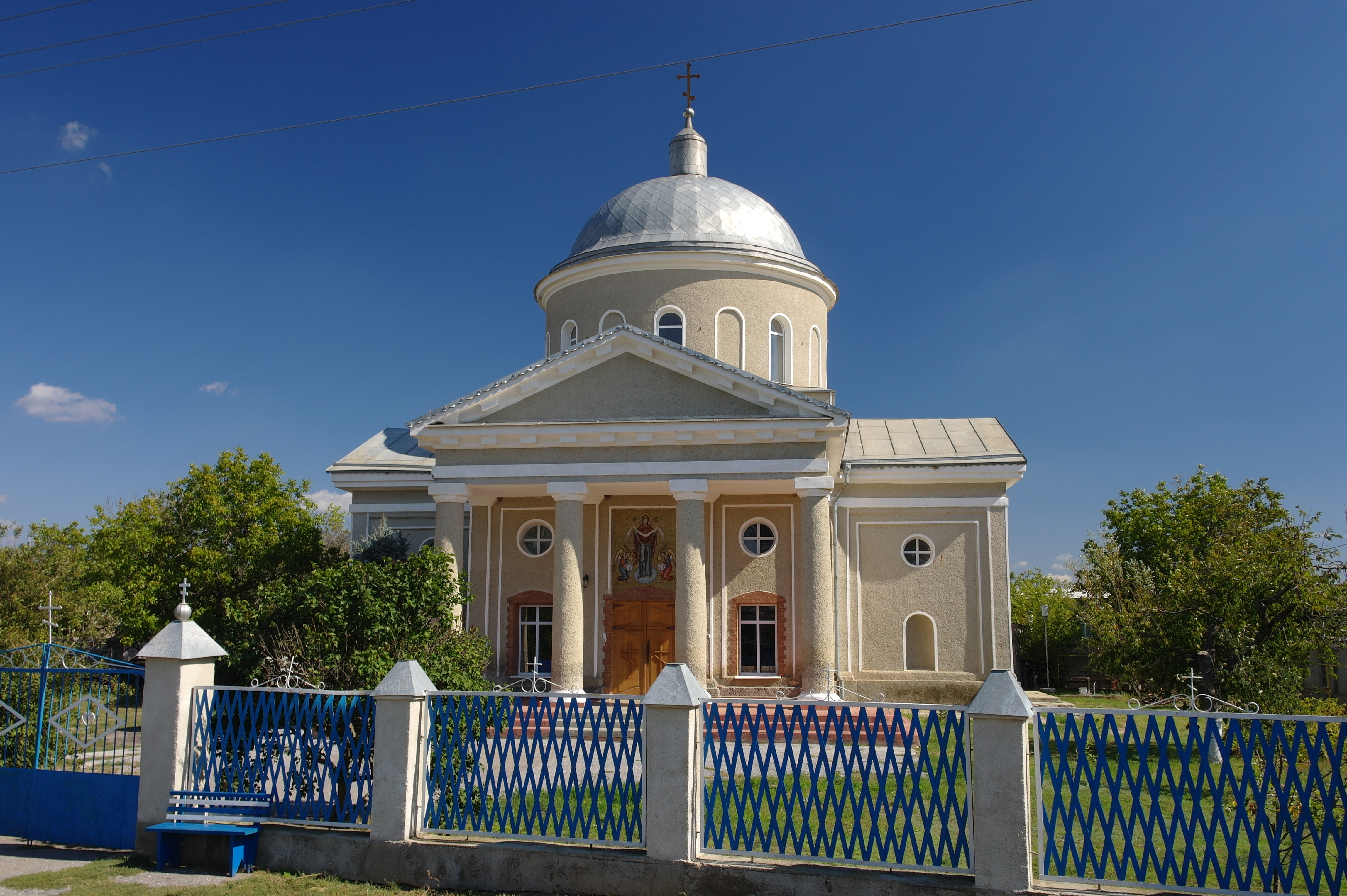
Покровская церковь в Курисово.
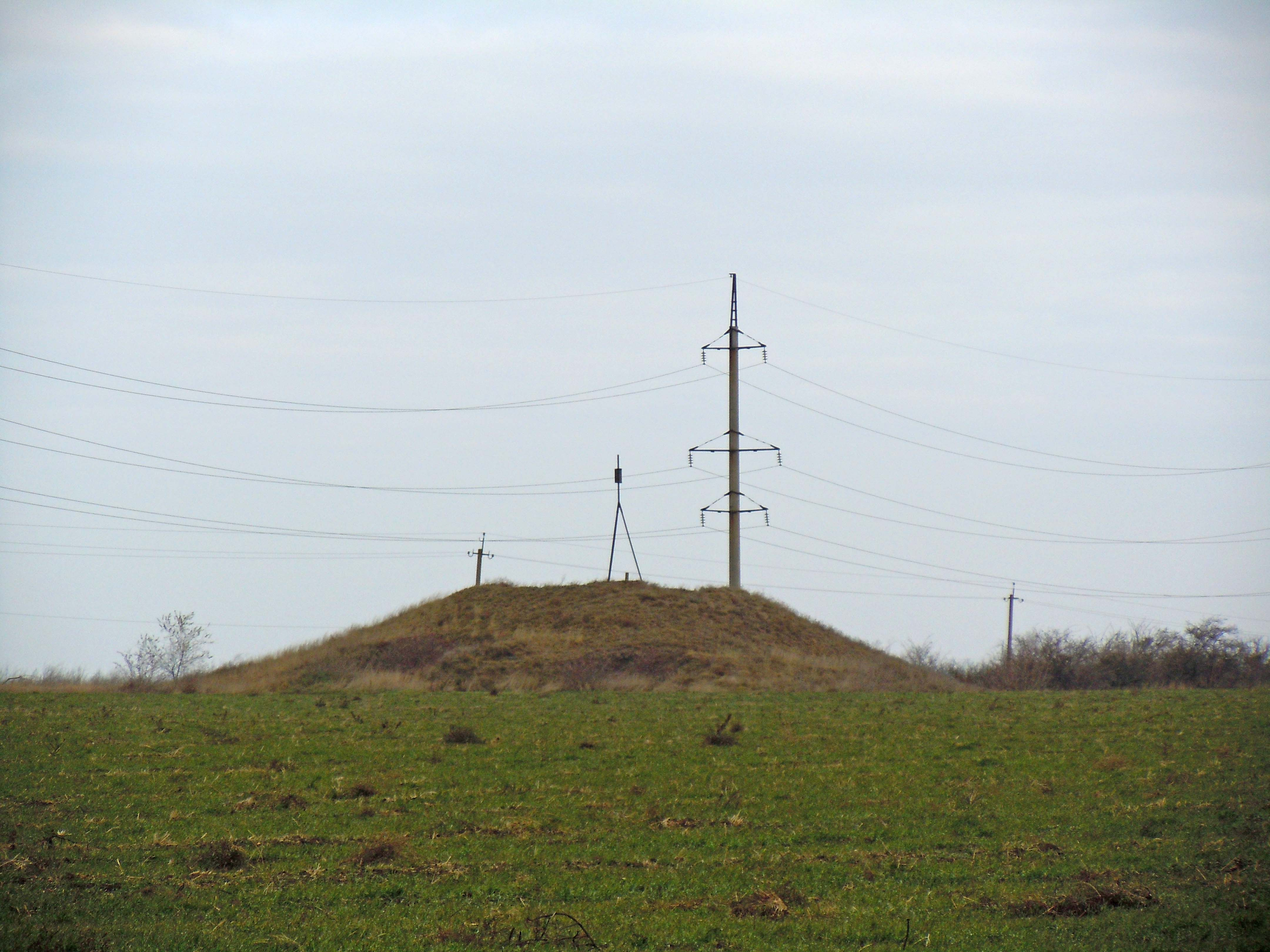
Курган неподалёку от Тигульской пересыпи.
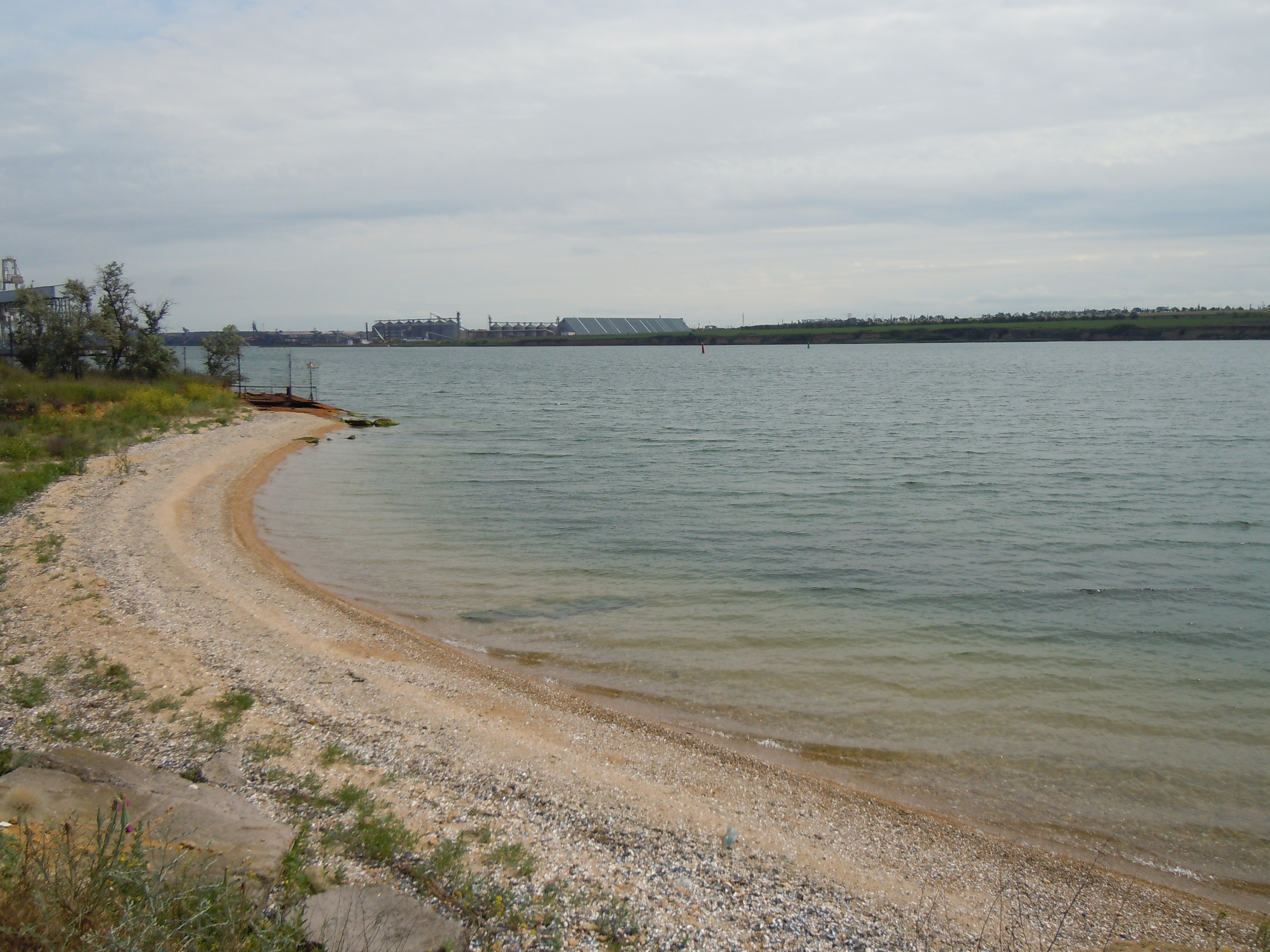
Пляж на берегу Григорьевского лимана.
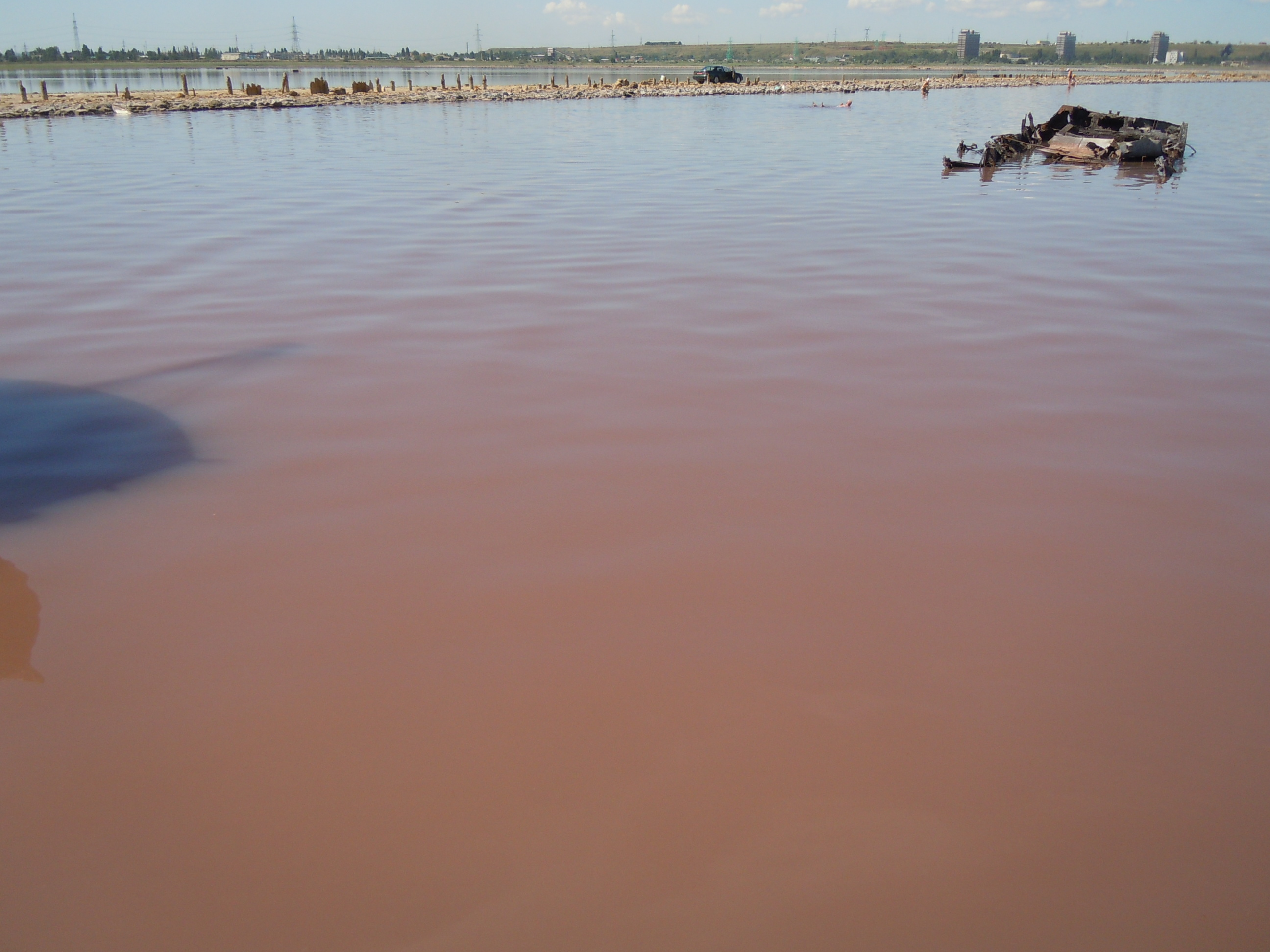
Куяльницкий лиман.
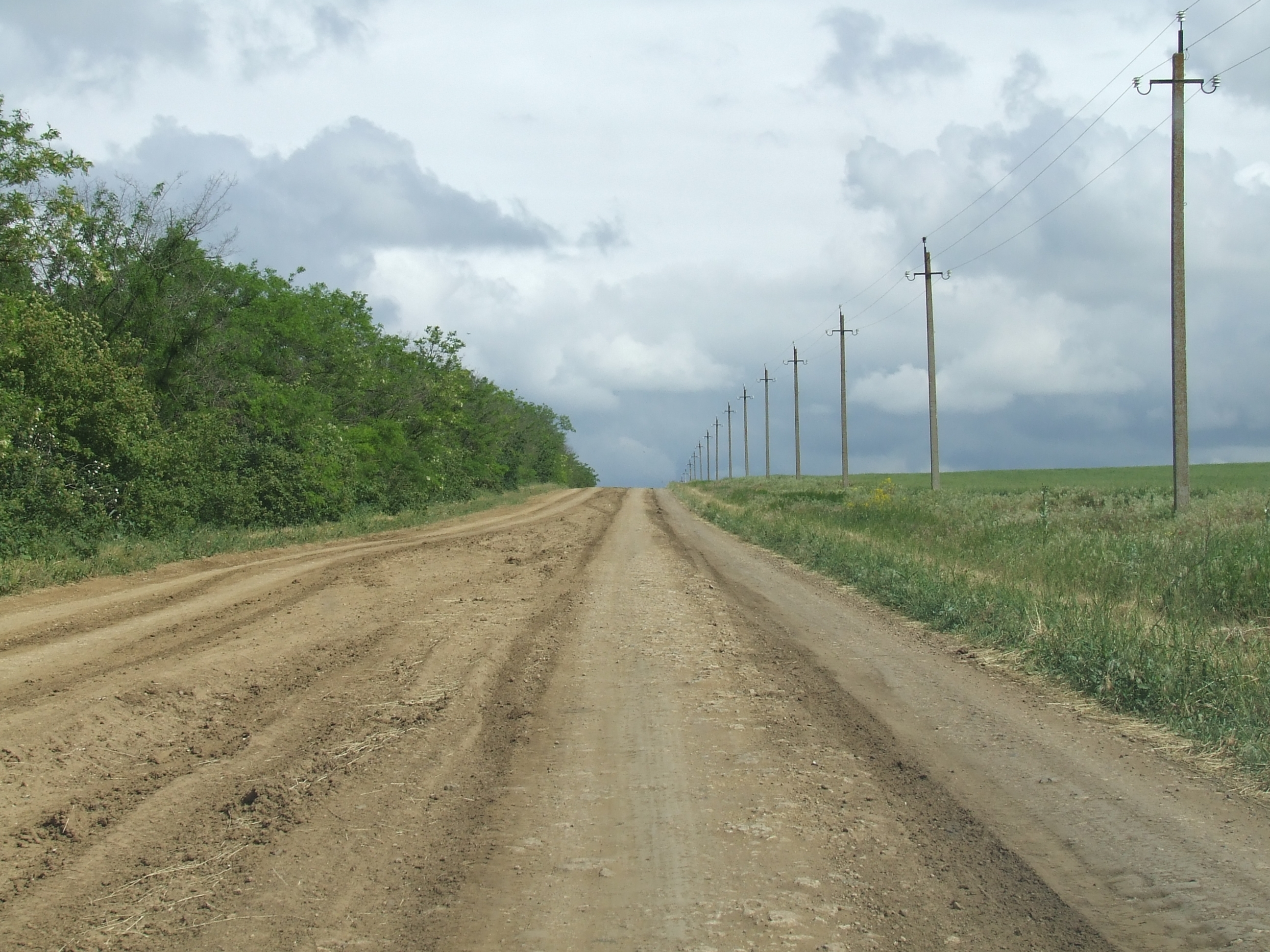
Дорога между сёлами Кордон и Пшеняново, Лиманский район.